# All Seeing I
 (août 2022).
Si vous disposez d'ouvrages ou d'articles de référence ou si vous connaissez des sites web de qualité traitant du thème abordé ici, merci de compléter l'article en donnant les références utiles à sa vérifiabilité et en les liant à la section « Notes et références ».
All Seeing I est un groupe anglais de musique électronique originaire de Sheffield, composé de Dean Honer, Jason Buckle et DJ Parrot (Richard Barratt). C'est en 1997 que sort leur premier single I Walk, mais ce n'est que l'année suivante qu'ils connaitront le succès commercial avec Beat Goes On, un remix de The Beat Goes On de Sonny et Cher.
Leur travail faisait partie d'un collectif de Sheffield, ainsi le trio a travaillé avec des artistes de la ville tels que Tony Christie, Jarvis Cocker, Philip Oakey, Babybird et beaucoup d'autres.
All Seeing I s'est vu confier la réalisation d'une reprise de Beat Goes On pour le premier album de Britney Spears ...Baby One More Time. Ils ont aussi remixé beaucoup de chansons d'artistes tels que Pulp.
Dean Honer a formé en parallèle le groupe, I Monster.
Jason Buckle quant à lui devint un membre à temps partiel du groupe Fat Truckers et forma le groupe Relaxed Muscle avec Jarvis Cocker. Il fit aussi une brève apparition comme membre du groupe de rock The Weird Sisters dans le film Harry Potter et la Coupe de feu, au côté de Jarvis Cocker, Steve Mackey de Pulp, Steve Claydon de Add N to (X), et Phil Selway et Jonny Greenwood de Radiohead.

## Discographie

### Singles
- "The Beat Goes On"
- "Walk Like A Panther" (avec Tony Christie)
- "1st Man in Space" (avec Philip Oakey)

### EP
- The All Seeing I - CD promotionnel de 5 pistes fourni dans le magazine Jockey Slut. London Records, 1999.

### Albums
- Pickled Eggs and Sherbet (1999)